# تشافيير أرياغا
تشافيير أرياغا (مواليد 28 سبتمبر 1994) هو لاعب كرة قدم إكوادوري يلعب في مركز المدافع في نادي سياتل ساوندرز.

## روابط خارجية
- تشافيير أرياغا على موقع الدوري الأمريكي (الإنجليزية)
- تشافيير أرياغا على موقع قاعدة بيانات كرة القدم.إي يو (الإنجليزية)
- تشافيير أرياغا على موقع ناشيونال فوتبول تيمز (الإنجليزية)
- تشافيير أرياغا على موقع Soccerway.com (الإنجليزية)
- تشافيير أرياغا على موقع عالم كرة القدم.نت (الإنجليزية)